# Гончарова, Наталья Леонидовна
Наталья Леонидовна Гончарова (род. 24 февраля 1972) — российская гандболистка, выступавшая на позиции левой крайней, чемпионка мира 2001 года, заслуженный мастер спорта России (2001 год).

## Биография
Училась в ДЮСШ «Старт» города Ростова-на-Дону, директором которой была Надежда Ганжула.  Выступала в еврокубках в 1990-е годы за ростовский «Источник».
В составе «Лады» играла в чемпионате России, отличаясь в матчах как с игры, так и с 7-метровой отметки. В игре характеризовалась как «реактивная в быстрых переходах».
В составе российской сборной стала бронзовым призёром чемпионата Европы 2000 года и чемпионкой мира 2001 года.

## Награды
- Заслуженный мастер спорта России — 2001 год
- Медаль ордена «За заслуги перед Отечеством» II степени — 22 февраля 2004 (за заслуги в развитии физической культуры и спорта […] члена женской гандбольной команды «Лада» общественной организации гандбольного клуба «Лада-Тольятти» Самарской области)[8].